# 砖厂湾
砖厂湾（俄语：Бухта Кирпи́чного Заво́да）是滨海边疆区符拉迪沃斯托克城区的海湾，位于海参崴市区边，伸入陆地0.9公里，入口宽3.3公里，面积2.24平方公里，深达14米，岸长5.2公里，盐度20‰。第一溪和第二溪注入它。